# Guspinese
Il Guspinese è una sub-regione mineraria della Sardegna sud-occidentale. Anticamente il territorio con la denominazione Monreale apparteneva al giudicato di Arborea di cui occupava la parte meridionale della curatoria di Bonorzuli.
Il territorio ricade totalmente nella provincia del Sud Sardegna.